# 幼年特發性關節炎
幼年特發性關節炎（JIA）是兒童和青少年中最常見的關節炎類型。病名中的「幼年」是指 16 歲之前發病，又被譯為「兒童」；「特發性」是指沒有明確原因的疾病，即病因不明症，也被譯為「特異性」；「關節炎」是指關節滑膜的發炎。
幼年特發性關節炎是一種自體免疫，非感染，發炎性關節疾病，發病於小於 16 歲的兒童，且症狀持續超過六週以上。這類疾病通常發生在 1-6 歲的兒童中，但也可能到 15 歲才發病。它是兒童期可能發生的關節炎之一，可能是短暫的、會自己痊癒的或慢性的。它與常發生在成人的關節炎（骨關節炎或類風濕性關節炎），或其它可能發生在兒童的慢性關節炎（乾癬性關節炎和僵直性脊椎炎）明顯不同。病因病理學上，它與類風濕關節炎相似，但較少發生顯著地軟骨侵蝕和關節不穩定，且類風濕因子為陰性。
幼年特發性關節炎在歐洲和北美的盛行率約為每千位兒童一位患者。更嚴重類型的盛行率約每萬位兒童一位患者。

## 症狀和體徵
幼年特發性關節炎的初期症狀通常沒有非特異性，包括：嗜睡、活動力減弱和食慾不振。第一個症狀，特別是幼兒，可能是跛行。兒童可能顯得病重，持續出現類似流感的症狀。主要的臨床特徵是受影響的關節持續腫脹，常包括膝、踝、手腕和手腳的小關節。某些關節腫脹，在臨床上可能很難直接發現，如：脊椎、薦腸關節、肩、髖和下頜等，此時影像檢查（如：醫學超聲檢查或核磁共振成像）就非常有用。
疼痛是一個重要症狀。早晨僵硬且之後會逐漸改善是個常見的共同特徵，這代表病因屬於發炎性關節痛而非機械性關節痛。長期關節炎的變化包括關節攣縮（由於關節纖維化而顯得僵硬和變型）和關節破壞。各個患者特定症狀的輕重各異。症狀男女有別，且在不同地區的男女症狀也不同。推測可能受不同地區的生物學差異影響。關節也可能發生腫脹（發炎性腫脹，或是慢性關節炎造成的滑膜增生和增厚與關節周圍軟組織腫脹）。

### 關節以外
眼部疾病：JIA 與前半部眼部發炎，特別是虹膜睫狀體炎（iridocyclitis，慢性前葡萄膜炎的一種類型）有關，JIA 患者中約有五分之一會合併這類型的虹彩炎，且好發在女孩。這類併發症通常沒有症狀，可由有經驗的驗光師或眼科醫師以裂隙燈診斷。眼疾晚期裂隙燈可能發現虹膜黏連。建議多數患者應規則接受裂隙燈篩檢，因為控制不佳的慢性前葡萄膜炎可能會導致眼睛的永久損傷，包括失明。
生長障礙：JIA 患者的總體生長速度可能降低，特別是疾病涉及多個關節或其它身體器官。矛盾的是，大關節（如：膝關節）發炎患者的生長可能更快，因為發炎使關節附近的骨生長板血液增加。這可能造成長短腳（兩腳長度不同），及像是膝外翻之類的變形。不對稱生長也會影響其他骨骼，如：手指長度不一。也可能發現骨齡（骨骼成熟度）明顯不同。

### 併發症
JIA 是一種慢性疾病，如果忽視，會造成嚴重的併發症。接受醫療專業人員適時地追蹤能大幅減少併發症風險。
某些類型的 JIA 常合併一種眼睛發炎的疾病，葡萄膜炎。若眼睛發炎不及時治療會變成青光眼、疤痕、白內障，甚至失明。眼睛發炎時通常沒有任何症狀或在 JIA 緩解時發生，因此對所有患病兒童來說，接受眼科醫師定期眼部檢查很重要。抗核抗體陽性可預測眼睛患者的機會增加（常見於寡關節炎型 JIA）。
患有 JIA 的兒童常合併生長遲緩。此外，用於治療的皮質類固醇的潛在副作用，也可能造成生長遲緩。其他肌肉骨骼問題包括關節攣縮、肌肉無力或萎縮和骨質疏鬆症。
延誤治療、未接受物理治療的兒童或病情嚴重的兒童，會造成手和手指的關節畸形。隨著時間流逝，手部功能尚失後且幾乎無法恢復。

## 病因
JIA 的病因尚不清楚。但它與自體免疫有關— 代表在沒有明顯的原因下，自己體內免疫系統攻擊並破壞細胞和組織（特別是關節內）。環境的變化刺激免疫系統，加上許多相關基因的突變和/或基因表現上的差異。實驗顯示某些突變的病毒可能誘發 JIA。幼年特發性關節炎好發於女孩，且最常出現於白種人中。
與疾病有關或可能加重病情的危險因子包括：
- 基因易感性：當一個家庭成員被診斷類風濕性關節炎或另一種自體免疫疾病時，家庭其他成員或兄弟姐妹得關節炎的機會也更高。
- 性別：不論哪個年齡層，女性比男性皆更容易患病。
- 心理因素：人們堅信心理壓力可能會加重類風濕關節炎的症狀。但是，當情緒壓力處理好後，關節症狀並不一定會消失，顯示兩者間的關係並不直接。
- 免疫因素：雖然尚未找到引起關節炎的特定免疫因素，但一些專家認為誘發因子可能是像病毒感染一般，在永久破壞發生後在體內完全消失。
- 內分泌：因類風濕關節炎好發於女性，推測性荷爾蒙可能在致病或調節關節炎中發揮作用。不過，不論是性荷爾蒙缺乏或是補充既無法改善也不會加重關節炎[14]。

幼年特發性關節炎，如同「特發性」一辭所示屬於病因不明症，它的病因並不清楚，且正是積極研究的領域。目前的理解，因環境因素使具基因易感性的個體產生 JIA。

## 診斷
由於兒童關節痛的可能病因很多，JIA 診斷困難。沒有單一檢驗可以確定診斷，且大多數醫師合併使用血液檢查、X射線檢查和和臨床表現以初步診斷 JIA。血液檢查測量自體抗體和類風濕因子。然而，並非所有 JIA 患者都具有類風濕因子。此外，某些患者的血液檢查全都正常。X 光檢查的目的在排除關節疼痛的病因，不是骨折、癌症、感染或是先天異常。
多數患者，會抽吸關節液並加以分析。通常透過檢驗排除關節疼痛的其他原因，輔助診斷 JIA。

### 分類
JIA 主要分成三個類型：寡關節型、多關節型和全身性型。
|  |  |  |  |  |  |                                |                                |                                |                                |                                |                                |  |  |                                  |                                  |                                  |                                  | 幼年特發性關節炎（患者占比）     |                                  |  |  |                                 |                                 |                                 |                                 |                                 |                                 |  |  |                                      |                                      |                                      |                                      |                                      |                                      |  |  |  |  |  |  |
|  |  |  |  |  |  |                                |                                |                                |                                |                                |                                |  |  |                                  |                                  |                                  |                                  |                                  |                                  |  |  |                                 |                                 |                                 |                                 |                                 |                                 |  |  |                                      |                                      |                                      |                                      |                                      |                                      |  |  |  |  |  |  |
|  |  |  |  |  |  |                                |                                |                                |                                |                                |                                |  |  |                                  |                                  |                                  |                                  |                                  |                                  |  |  |                                 |                                 |                                 |                                 |                                 |                                 |  |  |                                      |                                      |                                      |                                      |                                      |                                      |  |  |  |  |  |  |
|  |  |  |  |  |  | 寡關節型 / 少關節型 JIA（60%） | 寡關節型 / 少關節型 JIA（60%） | 寡關節型 / 少關節型 JIA（60%） | 寡關節型 / 少關節型 JIA（60%） | 寡關節型 / 少關節型 JIA（60%） | 寡關節型 / 少關節型 JIA（60%） |  |  | 全身性型 JIA / 史迪爾氏病（15%） | 全身性型 JIA / 史迪爾氏病（15%） | 全身性型 JIA / 史迪爾氏病（15%） | 全身性型 JIA / 史迪爾氏病（15%） | 全身性型 JIA / 史迪爾氏病（15%） | 全身性型 JIA / 史迪爾氏病（15%） |  |  | 多關節型 JIA / 幼年型 RA（10%） | 多關節型 JIA / 幼年型 RA（10%） | 多關節型 JIA / 幼年型 RA（10%） | 多關節型 JIA / 幼年型 RA（10%） | 多關節型 JIA / 幼年型 RA（10%） | 多關節型 JIA / 幼年型 RA（10%） |  |  | 血清陰性脊椎關節炎 / 幼年型 AS（5%） | 血清陰性脊椎關節炎 / 幼年型 AS（5%） | 血清陰性脊椎關節炎 / 幼年型 AS（5%） | 血清陰性脊椎關節炎 / 幼年型 AS（5%） | 血清陰性脊椎關節炎 / 幼年型 AS（5%） | 血清陰性脊椎關節炎 / 幼年型 AS（5%） |  |  |  |  |  |  |

#### 寡關節
寡關節型（或少關節型）JIA 在發病的前六個月內影響少於或等於四個關節。此類型的英文字首「oligo-」（寡）和「pauci-」（少）都是「很少」的意思。
JIA 命名系統使用「寡關節（oligoarticular）」，而 JRA 命名系統使用「少關節（pauciarticular）」。
寡關節型和其它類型的 JIA 患者相比，其中抗核抗體陽性的比例最高。
這種型約佔 JIA 患者的 50％，通常影響大關節，如膝，腳踝和手肘，但較小的關節（如手指和腳趾）也可能受影響。不像多關節型 JIA，並不會侵犯髖關節。一般是非對稱的，代表只影響身體一側的關節，而非同時影響兩側的關節。經常出現骨頭長度不相等和肌肉萎縮，造成不對稱生長和屈曲攣縮的風險。幼年期發作的患者得到慢性虹膜睫狀體炎或前葡萄膜炎（兩者都是眼睛的發炎病變）的風險上升。這種情況常被忽略，因此，應由眼科醫師密切追蹤。若抗核抗體（ANA）陽性，則患者需每 3 個月接受眼科常規檢查。若 ANA 陰性且年齡超過七歲，每 6 個月眼科追蹤一次。遲發的寡關節型 JIA 患者容易患有薦腸關節炎和脊椎關節病變；這類患者中男孩比女孩多，且與 HLA-B27 有關。

#### 多關節
多關節型 JIA 在疾病的前六個月影響五個或更多的關節。這個亞型可能影響頸部和下頜，通常也會影響小關節，且女性患者比男性多。這種型約佔 JIA 患者的 40％。
通常，多關節 JIA 侵犯較小的關節，如手指和手，雖然也侵犯負重的大關節（例膝、髖和腳踝）；侵犯關節常具有對稱性，代表它同時影響身體兩側的兩個關節（如雙手的腕關節）。多關節型 JIA 患者合併慢性虹膜睫狀體炎或葡萄膜炎的風險較高，應同時由驗光師或眼科醫師追蹤。在 9-16 歲間的多關節型 JIA 患者中類風濕因子可能陽性，即血清陽性，且與 HLA DR4 和 HLA DW4 有關。此類型的預後較差，約有 50％ 進展為嚴重的致殘性關節炎，且病症會一直持續到成年之後。在 10 歲以前發病的 JIA 通常是血清陰性，病症較輕且對治療的反應較佳。全身性 JIA 患者中很少血清陽性。因多關節型 JIA 侵犯的關節數較多，且易隨時間而惡化，治療應特別積極。

#### 全身性
全身性 JIA 的特徵是關節炎，發燒（通常比與多關節型相關的低度發燒高）和鮭魚粉色皮疹。它占 JIA 中的 10-20％，男性和女性比率相近，這與 JIA 另兩個亞型不同，且會影響青少年。通常同時侵犯大型和小型關節。全身性 JIA 不易診斷，因發燒和皮疹來來去去。可能在每天的相同時間發燒一次或兩次（通常在午後或傍晚），發燒後會自發地迅速恢復至正常（相較敗血性關節炎是持續發燒）。皮疹是大小不一且各自分離的鮭魚粉紅色狀斑。它會在皮膚的不同位置遊走，且很少固定在一個位置持續超過一個小時。皮疹常見於軀幹和四肢近端或是受壓的區域。
全身性 JIA 可能侵犯內臟器官 -  肝脾腫大、淋巴結腫大、漿膜炎（如：肋膜炎、心包炎）、肝炎、腱鞘炎等。
它又被稱為「全身發作型幼年類風濕關節炎」。
巨噬細胞遷移抑制因子的基因多態性與個疾病有關。
為了和「成人史迪爾氏病（adult-onset Still's disease，AOSD）」區別，有時也被稱為「幼年史迪爾氏病（adolescent-onset Still's disease）」。然而，一些研究證據顯示這種疾病關係密切，可能根本是同一個疾病只是發作的年齡不同。
通常全身性 JIA 患者的類風濕因子（RF）和抗核抗體（ANA）皆是陰性。

#### 其他類型
一些醫師還包括另外兩種較少見的類型：著骨點炎相關的關節炎和乾癬性 JIA。著骨點炎是指肌腱連接到骨頭處的發炎。此類型最常發生在 8 歲以上的男孩，常侵犯下肢大關節；背痛是它的特徵並僵直性脊椎炎和炎症性腸病有關。乾癬性 JIA 最常發生在女孩，並合併乾癬或以下任何兩個特徵。 - 包括：指炎和指甲凹陷，雖然關節問題可能在皮膚症狀發生前數年即出現。

### 鑑別診斷
JIA 的可能鑑別診斷包括法伯病（Farber disease），一種罕見且致命的遺傳性溶小體儲積症，病因是酸性神經醯胺酶（acid ceramidase）缺乏。它有類似 JIA 的症狀，包括：關節腫脹、僵硬和疼痛。這些關節病變在法伯病患的嬰兒早期階段出現並持續惡化。法伯病患者常有皮下結節，且聲音嘶啞或微弱因為喉部長了結節。需透過基因測序確認法伯病的診斷。
還有其他與 JIA 症狀類似的疾病。包括兒童的急性淋巴性白血病，患者因骨幹骺（metaphyses）內骨髓的淋巴母細胞（lymphoblasts）增生而產生關節痛和關節炎。血小板減少症和淋巴球增多症很少出發生在兒童，若同時合併關節疼，病因應仔細檢查，因為以下可同時出現在白血病的兒童身上。貝賽特氏症是一種症狀類似 JIA 的多器官疾病，病因不明但卻會造成全身性發炎。症狀由口腔潰瘍、生殖器潰瘍到可能照成失明的葡萄膜炎。貝賽特氏症很少發生在學齡前，因此透過其它症狀和發病年齡區分。萊姆病常與 JIA 混淆，因為若未及時診斷或治療，也會出現全身性的關節炎，和 JIA 引起的關節炎類似。血液檢驗以 ELISA 測量針對萊姆病細菌的抗體，結果陰性可能可以排除萊姆病。

## 治療
JIA 最好由跨科別團隊協同治療，包括：分別專精於風濕病學、兒科或眼科的醫師、護理師、職業治療師（OT），物理治療師（PT）和社工師。治療的主要目標在協助孩兒恢復正常的體能和社交活動。要達成目標需要進行物理治療、疼痛控制策略和社會支持。另一個重點是要迅速控制發炎和關節外症狀，以減少關節破壞和其它症狀，避免或減少後續的永久性損傷及失能。
過去 20 年中，藥物治療的效益增進許多。多數兒童接受非類固醇抗炎藥，如：研究發現塞來昔布（希樂葆，celecoxib）的療效，和關節內皮質類固醇注射治療。甲氨蝶呤（methotrexate，MTX）效用強大，能有效抑制關節發炎，是一種能緩解大部份 JIA 患者多關節炎的抗風濕調節藥物（disease-modifying antirheumatic drug，DMARD），雖然對全身型 JIA 的療效有限。最年問市的新藥，如：腫瘤壞死因子-α 抑制劑，包括：依那西普（恩博，etanercept）、阿達木單抗（復邁，adalimumab）；及介白素-6 抑制劑，包括：塔西單抗（安挺樂，tocilizumab）。沒有對照研究支持其它替代療法的療效，如：排除特定的飲食、順勢療法或針灸。不過，有兩個小型研究指出增加 Ω-3 脂肪酸的攝取可能有效。
其他治療包括物理治療和職能治療。治療師會建議最佳運動，也可以製作防護裝備。此外，兒童可能需要使用特殊輔具協助活動及生活功能，包括：活動支持、助行器具或夾板副木。
只有最嚴重患者需要手術治療。手術可以去除沾黏的結疤並改善關節功能。
可能有幫助的家庭療法，包括：規則運動增加肌肉力量和關節柔韌性。游泳可能是適合所有 JIA 兒童的最佳運動。但是，一篇考科藍回顧發現物理治療對功能改善、生活品質或疼痛等方面可能沒有任何短期療效。冷敷可以減少僵硬和腫脹，但溫熱泡澡或淋浴可以改善關節活動。
未來，基因檢測可能可以輔助早期診斷 JIA。早期發現將有助於確定疾病嚴重度，並決定何種療法的效益最佳。

## 預後
截至1999年：接受早期且積極的治療，一些患者隨著時間進展而改善且過著正常的生活。但是，未及時治療的嚴重 JIA 可能會發育不良和關節功能變差。自 1980 年左右以來，治療顯著改善，大多數患者的生活品質不錯。為了改善預後，患者應定期進行心臟超音波篩檢評估心臟功能。新的研究顯示確認患者屬於哪個子類型的 JIA 有助於選擇治療並改善結果。找出每個子類型相關的特定生物標記有助於建構針對個人病情的治療計劃並提升療效。
與健康兒童相比，JIA 患者更常合併心血管疾病、抑鬱、睡眠障礙、焦慮和疲勞。有限的研究顯示，接受腫瘤壞死因子阻斷劑治療的患者，惡性腫瘤的風險可能增加。進行基因測試區別 JIA 類型的患者，他們的預後較好。已有針對各類型的標準治療方案存在，若選擇的治療可以針對特定類型，療效會更好。

## 流行病學

### 發病時間
JIA 同時發生於男女，但如同其他風濕病，JIA 也好發於女性。發病症狀依 JIA 的類型而定。由學齡前到青少年早期皆可能發生。

### 盛行率
依不同研究，JIA 的盛行率在每 10 萬個兒童中有 8-150 個。在所有兒童中，50% 屬「寡關節型」，40% 是「多關節型」和 10% 的「全身性」型。在需要齒顎矯正治療的 16 歲以下兒童中，JIA 的盛行率高達每 100 人中一個（占 1024 位兒童中的 0.88%）。

## 命名系統
目前使用的病名仍不斷發展中，每個命名系統及名辭定義都有各自的限制。
目前的主流研究使用的命名系統使用的是幼年特發性關節炎（juvenile idiopathic arthritis，JIA），取代過去使用的幼年類風濕性關節炎（juvenile rheumatoid arthritis，JRA），雖然仍有部分文獻仍使用後者。此外，過去也使用幼年慢性關節炎（juvenile chronic arthritis，JCA）一辭，但 JCA 並未未涵蓋所有的兒童慢性關節炎，因此這個術語並不精確。此外，亦有文獻指出過去美國的研究較常使用 JRA 一辭，而歐洲較常使用 JCA。
由於大多數患者的類風濕因子陰性，使用「慢性」或「特發性」可能更為合適。然而，若疾病有確定的原因，則「特發性」可能不再合適（使的 JIA 變成一種排除性診斷），且若疾病可能自己痊癒，則「慢性」也不再適用。此外，更令人困惑的是「類風濕（rheumatoid）」一辭本身就缺乏一致且明確的定義。
醫學主題詞（MeSH）使用幼年關節炎（juvenile arthritis）為偏好條目（Preferred Term），但同時也使用 juvenile idiopathic arthritis、juvenile rheumatoid arthritis 和 juvenile chronic arthritis 為款目詞或入選條目（Entry Term）。

## 外部連結
- JIA （页面存档备份，存于） - NIH Medline Plus.
- Arthritis Ireland （页面存档备份，存于）
- Juvenile Arthritis Alliance - at arthritis.org.
- Juvenile Arthritis - Arthritis Treatment Guide